# Svarttjärnen (Svärdsjö socken, Dalarna, 672743-151803)
Svarttjärnen är en sjö i Falu kommun i Dalarna och ingår i Gavleåns huvudavrinningsområde. Sjön har en area på 0,081 kvadratkilometer och ligger 212 meter över havet.

## Delavrinningsområde
Svarttjärnen ingår i det delavrinningsområde (672785-151772) som SMHI kallar för Mynnar i Hinsen. Medelhöjden är 235 meter över havet och ytan är 1,49 kvadratkilometer. Det finns inga avrinningsområden uppströms utan avrinningsområdet är högsta punkten. Vattendraget som avvattnar avrinningsområdet har biflödesordning 3, vilket innebär att vattnet flödar genom totalt 3 vattendrag innan det når havet efter 98 kilometer. Avrinningsområdet består mestadels av skog (95 procent). Avrinningsområdet har 0,08 kvadratkilometer vattenytor vilket ger det en sjöprocent på 5,3 procent.